# Padje-Bävvejaure
Padje-Bävvejaure är en sjö i Arjeplogs kommun i Lappland och ingår i Skellefteälvens huvudavrinningsområde. Sjön har en area på 0,779 kvadratkilometer och ligger 1 106,1 meter över havet.

## Delavrinningsområde
Padje-Bävvejaure ingår i det delavrinningsområde (740715-152405) som SMHI kallar för Mynnar i 740515-152153. Medelhöjden är 1 119 meter över havet och ytan är 11,46 kvadratkilometer. Det finns inga avrinningsområden uppströms utan avrinningsområdet är högsta punkten. Vattendraget som avvattnar avrinningsområdet har biflödesordning 3, vilket innebär att vattnet flödar genom totalt 3 vattendrag innan det når havet efter 387 kilometer. Avrinningsområdet består mestadels av kalfjäll (92 procent). Avrinningsområdet har 0,89 kvadratkilometer vattenytor vilket ger det en sjöprocent på 7,7 procent.